# Corneille de Berghes
Corneille de Berghes, mort en 1560, est prince-évêque de Liège du 18 mars 1538 à 1544.

## Biographie
D'abord prévôt de Saint-Pierre à Lille, il séjourna ensuite à la cour de Marguerite d'Autriche. Il devint coadjuteur à la cour épiscopale de Liège en 1520.
Il fut imposé par Charles Quint. Son règne fut déplorable pour la principauté de Liège. S'il ne fut pas un bon prince-évêque, il a chassé en tous cas l'hérésie avec la même force que son prédécesseur.
Il démissionna en 1544, résolu à se marier.
Il serait mort vers 1560, il y a très peu de trace de lui après sa démission.

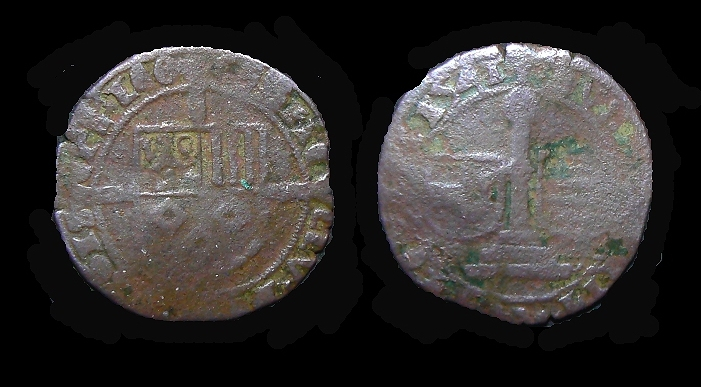
Monnaie liégeoise de Corneille de Berghes